# Чорна долина (заказник)
Чо́рна Доли́на — орнітологічний заказник місцевого значення в Україні. Розташований на території Маневицького району Волинської області, на захід від села Вовчицьк. 
Площа 419 га. Статус присвоєно згідно з розпорядженням Волинської облдержадміністрації від 12.12.1995 року № 213. Перебуває у віданні ДП «Маневицьке ЛГ» (Галузіївське лісництво, кв. 48–50, 53, 54). 
Статус присвоєно для збереження частини лісового масиву (сосна, береза) як місця мешкання і розмноження рідкісних видів птахів: глушець і лелека чорний. У підліску — крушина ламка, бузина чорна, ліщина звичайна, а також ягідники: чорниця, лохина, брусниця звичайна, журавлина болотяна.